# Rua Sura
Rua Sura ist eine Insel in der Guadalcanal-Provinz, Salomonen.  Sie befinden sich etwa sechs Kilometer vor der östlichen Nordküste der Hauptinsel Guadalcanal.